# مرحله مقدماتی جام جهانی فوتبال ۲۰۱۸
مرحله مقدماتی جام جهانی فوتبال ۲۰۱۸ فرایندی گزینشی است که برای انتخاب ۳۱ تیم از میان ۲۰۸ عضو فدراسیون بین‌المللی فوتبال فیفا (به استثنای تیم ملی فوتبال روسیه، به عنوان میزبان جام جهانی) برگزار می‌شود. مرحله انتخابی جام جهانی ۲۰۱۸ روسیه از ۱۲ مارس ۲۰۱۵ آغاز و در ۱۴ اکتبر ۲۰۱۷ پایان خواهد یافت. کشور روسیه به عنوان میزبان بدون شرکت در مرحله مقدماتی در این دوره از مسابقات حضور خواهد داشت.

## تیم‌های راه‌یافته

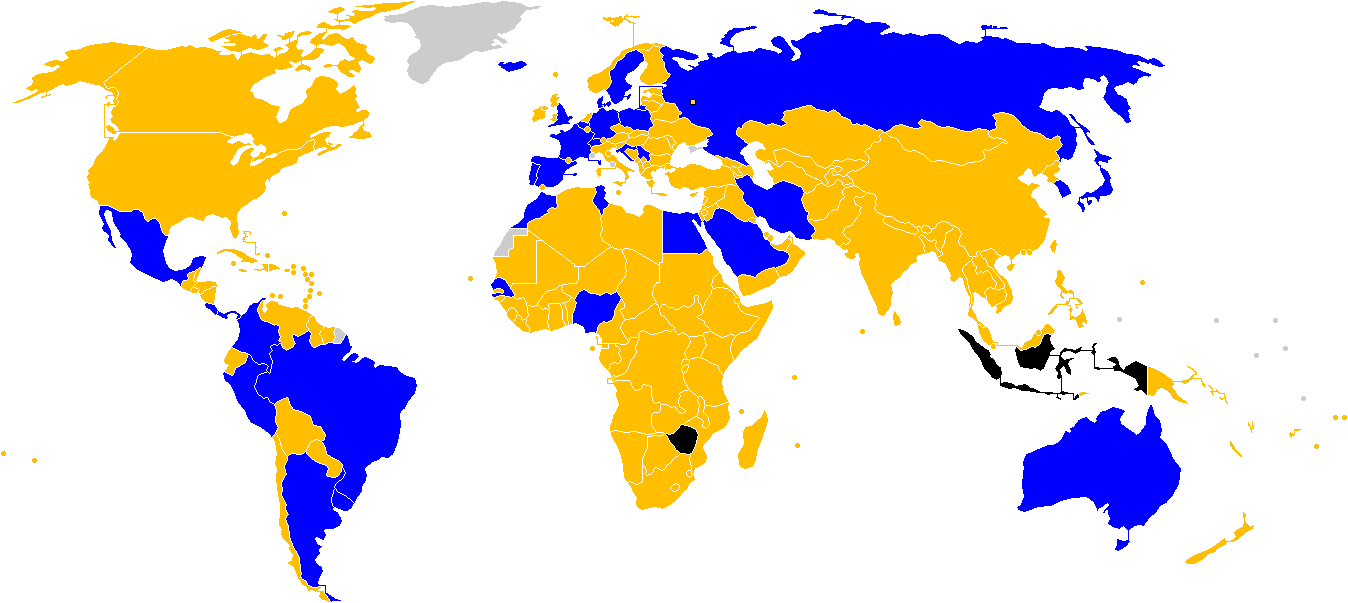

| تیم           | نحوه صعود                               | تاریخ صعود     | تعداد حضور | واپسین حضور | حضور پیاپی | بهترین حضور در گذشته                   |
| ------------- | --------------------------------------- | -------------- | ---------- | ----------- | ---------- | -------------------------------------- |
| روسیه         | میزبان                                  | ۲ دسامبر ۲۰۱۰  | ۱۱         | ۲۰۱۴        | ۲          | مقام چهارم (۱۹۶۶)                      |
| برزیل         | تیم اول مرحلهٔ رابین کونمبول             | ۳۰ مارس ۲۰۱۷   | ۲۱         | ۲۰۱۴        | ۲۱         | قهرمان (۱۹۵۸، ۱۹۶۲، ۱۹۷۰، ۱۹۹۴، ۲۰۰۲)  |
| ایران         | تیم اول گروه A مرحلهٔ سوم ای‌اف‌سی         | ۱۲ ژوئن ۲۰۱۷   | ۵          | ۲۰۱۴        | ۲          | مرحلهٔ گروهی (۱۹۷۸، ۱۹۹۸، ۲۰۰۶، ۲۰۱۴)   |
| ژاپن          | تیم اول گروه B مرحلهٔ سوم ای‌اف‌سی         | ۳۱ اوت ۲۰۱۷    | ۶          | ۲۰۱۴        | ۶          | مرحلهٔ یک‌هشتم نهایی (۲۰۰۲)              |
| مکزیک         | تیم اول مرحله پنجم کونکاکاف             | ۱ سپتامبر ۲۰۱۷ | ۱۶         | ۲۰۱۴        | ۷          | مرحلهٔ یک‌چهارم نهایی (۱۹۷۰، ۱۹۸۶)       |
| بلژیک         | تیم اول گروه H یوفا                     | ۳ سپتامبر ۲۰۱۷ | ۱۳         | ۲۰۱۴        | ۲          | مقام چهارم (۱۹۸۶)                      |
| کرهٔ جنوبی     | تیم دوم گروه A مرحلهٔ سوم ای‌اف‌سی         | ۵ سپتامبر ۲۰۱۷ | ۱۰         | ۲۰۱۴        | ۹          | مقام چهارم (۲۰۰۲)                      |
| عربستان سعودی | تیم دوم گروه B مرحلهٔ سوم ای‌اف‌سی         | ۵ سپتامبر ۲۰۱۷ | ۵          | ۲۰۰۶        | ۱          | مرحلهٔ یک‌هشتم نهایی (۱۹۹۴)              |
| آلمان         | تیم اول گروه C یوفا                     | ۵ اکتبر ۲۰۱۷   | ۱۹         | ۲۰۱۴        | ۱۷         | قهرمان (۱۹۵۴، ۱۹۷۴، ۱۹۹۰، ۲۰۱۴)        |
| انگلستان      | تیم اول گروه F یوفا                     | ۵ اکتبر ۲۰۱۷   | ۱۵         | ۲۰۱۴        | ۶          | قهرمان (۱۹۶۶)                          |
| اسپانیا       | تیم اول گروه G یوفا                     | ۶ اکتبر ۲۰۱۷   | ۱۵         | ۲۰۱۴        | ۱۱         | قهرمان (۲۰۱۰)                          |
| نیجریه        | تیم اول گروه B مرحلهٔ سوم آفریقا         | ۷ اکتبر ۲۰۱۷   | ۶          | ۲۰۱۴        | ۳          | مرحلهٔ یک‌هشتم نهایی (۱۹۹۴، ۱۹۹۸، ۲۰۱۴)  |
| کاستاریکا     | تیم دوم مرحله پنجم کونکاکاف             | ۷ اکتبر ۲۰۱۷   | ۵          | ۲۰۱۴        | ۲          | مرحلهٔ یک‌چهارم نهایی (۲۰۱۴)             |
| لهستان        | تیم اول گروه E یوفا                     | ۸ اکتبر ۲۰۱۷   | ۸          | ۲۰۰۶        | ۱          | مقام سوم (۱۹۷۴، ۱۹۸۲)                  |
| مصر           | تیم اول گروه E مرحلهٔ سوم آفریقا         | ۸ اکتبر ۲۰۱۷   | ۳          | ۱۹۹۰        | ۱          | مرحلهٔ نخست (۱۹۳۴، ۱۹۹۰)                |
| ایسلند        | تیم اول گروه I یوفا                     | ۹ اکتبر ۲۰۱۷   | ۱          | —           | ۱          | —                                      |
| صربستان       | تیم اول گروه D یوفا                     | ۹ اکتبر ۲۰۱۷   | ۱۲         | ۲۰۱۰        | ۱          | مقام چهارم (۱۹۳۰، ۱۹۶۲)                |
| پرتغال        | تیم اول گروه B یوفا                     | ۱۰ اکتبر ۲۰۱۷  | ۷          | ۲۰۱۴        | ۵          | مقام سوم (۱۹۶۶)                        |
| فرانسه        | تیم اول گروه A یوفا                     | ۱۰ اکتبر ۲۰۱۷  | ۱۵         | ۲۰۱۴        | ۶          | قهرمان (۱۹۹۸)                          |
| اروگوئه       | تیم دوم مرحلهٔ رابین کونمبول             | ۱۰ اکتبر ۲۰۱۷  | ۱۳         | ۲۰۱۴        | ۳          | قهرمان (۱۹۳۰، ۱۹۵۰)                    |
| آرژانتین      | تیم سوم مرحلهٔ رابین کونمبول             | ۱۰ اکتبر ۲۰۱۷  | ۱۷         | ۲۰۱۴        | ۱۲         | قهرمان (۱۹۷۸، ۱۹۸۶)                    |
| کلمبیا        | تیم چهارم مرحلهٔ رابین کونمبول           | ۱۰ اکتبر ۲۰۱۷  | ۶          | ۲۰۱۴        | ۲          | مرحلهٔ یک‌چهارم نهایی (۲۰۱۴)             |
| پاناما        | تیم سوم مرحلهٔ پنجم کونکاکاف             | ۱۰ اکتبر ۲۰۱۷  | ۱          | —           | ۱          | —                                      |
| سنگال         | تیم اول گروه D مرحلهٔ سوم آفریقا         | ۱۰ نوامبر ۲۰۱۷ | ۲          | ۲۰۰۲        | ۱          | مرحلهٔ یک‌چهارم نهایی (۲۰۰۲)             |
| مراکش         | تیم اول گروه C مرحلهٔ سوم آفریقا         | ۱۱ نوامبر ۲۰۱۷ | ۵          | ۱۹۹۸        | ۱          | مرحلهٔ یک‌شانزدهم نهایی (۱۹۸۶)           |
| تونس          | تیم اول گروه A مرحلهٔ سوم آفریقا         | ۱۱ نوامبر ۲۰۱۷ | ۵          | ۲۰۰۶        | ۱          | مرحلهٔ گروهی (۱۹۷۸، ۱۹۹۸، ۲۰۰۲، ۲۰۰۶)   |
| سوئیس         | برنده در مرحله دوم اروپا                | ۱۲ نوامبر ۲۰۱۷ | ۱۱         | ۲۰۱۴        | ۴          | مرحلهٔ یک‌چهارم نهایی (۱۹۳۴، ۱۹۳۸، ۱۹۵۴) |
| کرواسی        | برنده در مرحله دوم اروپا                | ۱۲ نوامبر ۲۰۱۷ | ۵          | ۲۰۱۴        | ۲          | مقام سوم (۱۹۹۸)                        |
| سوئد          | برنده در مرحله دوم اروپا                | ۱۳ نوامبر ۲۰۱۷ | ۱۲         | ۲۰۰۶        | ۱          | نایب‌قهرمان (۱۹۵۸)                      |
| دانمارک       | برنده در مرحله دوم اروپا                | ۱۴ نوامبر ۲۰۱۷ | ۵          | ۲۰۱۰        | ۱          | مرحلهٔ یک‌چهارم نهایی (۱۹۹۸)             |
| استرالیا      | برنده در پلی-آف کونکاکاف مقابل ای‌اف‌سی   | ۱۵ نوامبر ۲۰۱۷ | ۵          | ۲۰۱۴        | ۴          | مرحلهٔ یک‌شانزدهم نهایی (۲۰۰۶)           |
| پرو           | برنده در پلی-آف کونمبول مقابل اقیانوسیه | ۱۵ نوامبر ۲۰۱۷ | ۵          | ۱۹۸۲        | ۱          | مرحلهٔ یک‌چهارم نهایی (۱۹۷۰))            |

## فرایند احراز صلاحیت
تعداد تیم‌های راه یابنده به مرحله نهایی جام جهانی ۳۲ تیم خواهد بود. مسابقات از ماه مارس ۲۰۱۵ آغاز شده‌است و سهمیه اختصاص یافته برای هر قاره توسط شورای فیفا در ۳۰ مارس ۲۰۱۵ در کنفرانس فیفا در شهر زوریخ مشخص شد و برای سال ۲۰۱۸ و ۲۰۲۲ همان سهمیه‌های سال ۲۰۱۴ حفظ گردید.

### سهمیه قاره‌ها برای شرکت در جام جهانی
|            |               |             |               |                  |                |                |  |  |
| کنفدراسیون | تعداد سهمیه‌ها | تعداد تیم‌ها | تیم‌های حذف‌شده | تیم‌های صعود کرده | تاریخ آغاز     | تاریخ پایان    |  |  |
| آسیا       | ۴،۵           | ۴۶          | ۴۱            | ۵                | ۱۲ مارس ۲۰۱۵   | ۱۵ نوامبر ۲۰۱۷ |  |  |
| آفریقا     | ۵             | ۵۴          | ۴۹            | ۵                | ۱۳ اکتبر ۲۰۱۵  | ۱۴ نوامبر ۲۰۱۷ |  |  |
| کونکاکاف   | ۳،۵           | ۳۵          | ۳۲            | ۳                | ۲۳ مارس ۲۰۱۵   | ۱۵ نوامبر ۲۰۱۷ |  |  |
| کونمبول    | ۴،۵           | ۱۰          | ۵             | ۵                | ۵ اکتبر ۲۰۱۵   | ۱۵ نوامبر ۲۰۱۷ |  |  |
| اقیانوسیه  | ۰،۵           | ۱۱          | ۱۱            | ۰                | ۳۱ اوت ۲۰۱۵    | ۱۵ نوامبر ۲۰۱۷ |  |  |
| اروپا      | ۱+۱۳          | ۱+۵۴        | ۴۱            | ۱+۱۳             | ۴ سپتامبر ۲۰۱۶ | ۱۴ نوامبر ۲۰۱۷ |  |  |
| مجموع      | ۱+۳۱          | ۱+۲۱۰       | ۱۷۸           | ۱+۳۱             | ۱۲ مارس ۲۰۱۵   | ۱۵ نوامبر ۲۰۱۷ |  |  |

## مراحل صعود کنفدراسیون‌ها

### آسیا

#### جایگاه نهایی (مرحله سوم)

##### گروه A
| رتبه | تیم       | بازی | ب | م | ش | گ.ز. | گ.خ. | ت.گ. | امتیاز | دستاورد                |
| ---- | --------- | ---- | - | - | - | ---- | ---- | ---- | ------ | ---------------------- |
| ۱    | ایران     | ۱۰   | ۶ | ۴ | ۰ | ۱۰   | ۲    | ۸+   | ۲۲     | صعود به جام جهانی ۲۰۱۸ |
| ۲    | کرهٔ جنوبی | ۱۰   | ۴ | ۳ | ۳ | ۱۱   | ۱۰   | ۱+   | ۱۵     | صعود به جام جهانی ۲۰۱۸ |
| ۳    | سوریه     | ۱۰   | ۳ | ۴ | ۳ | ۹    | ۸    | ۱+   | ۱۳     | صعود به مرحله انتخابی  |
| ۴    | ازبکستان  | ۱۰   | ۴ | ۱ | ۵ | ۶    | ۷    | ۱-   | ۱۳     |                        |
| ۵    | چین       | ۱۰   | ۳ | ۳ | ۴ | ۸    | ۱۰   | ۲-   | ۱۲     |                        |
| ۶    | قطر       | ۱۰   | ۲ | ۱ | ۷ | ۸    | ۱۵   | ۷-   | ۷      |                        |

| ایران | کره جنوبی | سوریه | ازبکستان | چین | قطر |
| ----- | --------- | ----- | -------- | --- | --- |
| —     | ۱–۰       | ۲–۲   | ۲–۰      | ۱–۰ | ۲–۰ |
| ۰–۰   | —         | ۱–۰   | ۲–۱      | ۳–۲ | ۳–۲ |
| ۰–۰   | ۰–۰       | —     | ۱–۰      | ۲–۲ | ۳–۱ |
| ۰–۱   | ۰–۰       | ۱–۰   | —        | ۲–۰ | ۱–۰ |
| ۰–۰   | ۱–۰       | ۰–۱   | ۱–۰      | —   | ۰–۰ |
| ۰–۱   | ۳–۲       | ۱–۰   | ۰–۱      | ۲–۱ | —   |

منبع: FIFA بایگانی‌شده  در ۲۰۱۶-۱۰-۱۰ توسط Wayback Machine

##### گروه B
|   | تیم               | بازی | ب | م | ش | گ.ز. | گ.خ. | ت.گ. | امتیاز | دستاورد                |
| - | ----------------- | ---- | - | - | - | ---- | ---- | ---- | ------ | ---------------------- |
| ۱ | ژاپن              | ۱۰   | ۶ | ۲ | ۲ | ۱۷   | ۷    | ۱۰+  | ۲۰     | صعود به جام جهانی ۲۰۱۸ |
| ۲ | عربستان سعودی     | ۱۰   | ۶ | ۱ | ۳ | ۱۷   | ۱۰   | ۷+   | ۱۹     | صعود به جام جهانی ۲۰۱۸ |
| ۳ | استرالیا          | ۱۰   | ۵ | ۴ | ۱ | ۱۶   | ۱۱   | ۵+   | ۱۹     | صعود به مرحله انتخابی  |
| ۴ | امارات متحدهٔ عربی | ۱۰   | ۴ | ۱ | ۵ | ۱۱   | ۱۳   | ۳-   | ۱۳     |                        |
| ۵ | عراق              | ۱۰   | ۳ | ۲ | ۵ | ۱۲   | ۱۲   | ۱-   | ۱۱     |                        |
| ۶ | تایلند            | ۱۰   | ۰ | ۲ | ۸ | ۶    | ۲۴   | ۱۸-  | ۲      |                        |

| ژاپن | عربستان سعودی | استرالیا | امارات متحده عربی | عراق | تایلند |
| ---- | ------------- | -------- | ----------------- | ---- | ------ |
| —    | ۲–۱           | ۲–۰      | ۱–۲               | ۲–۱  | ۴–۰    |
| ۰–۱  | —             | ۲–۲      | ۳–۰               | ۱–۰  | ۰–۱    |
| ۱–۱  | ۳–۲           | —        | ۲–۰               | ۲–۰  | ۱–۲    |
| ۰–۲  | ۲–۱           | ۰–۱      | —                 | ۲–۰  | ۳–۱    |
| ۱–۱  | ۱–۲           | ۱–۱      | ۰–۱               | —    | ۴–۰    |
| ۰–۲  | ۰–۳           | ۲–۲      | ۱–۱               | ۱–۲  | —      |

منبع: FIFA بایگانی‌شده  در ۳۰ اوت ۲۰۱۷ توسط Wayback Machine

#### مرحله چهارم
| تیم ۱ | نتیجه نهایی | تیم ۲    | بازی رفت | بازی برگشت |
| ----- | ----------- | -------- | -------- | ---------- |
| سوریه | ۲–۳         | استرالیا | ۱–۱      | ۱–۲        |

### آفریقا

#### جایگاه نهایی (مرحله سوم)

##### گروه A
| رتبه | تیم  | بازی | ب | م | ش | گ.ز. | گ.خ. | ت.گ. | امتیاز | دستاورد                |
| ---- | ---- | ---- | - | - | - | ---- | ---- | ---- | ------ | ---------------------- |
| ۱    | تونس | ۶    | ۴ | ۲ | ۰ | ۱۱   | ۴    | ۷+   | ۱۴     | صعود به جام جهانی ۲۰۱۸ |
| ۲    | کنگو | ۶    | ۴ | ۱ | ۱ | ۱۴   | ۷    | ۷+   | ۱۳     |                        |
| ۳    | لیبی | ۶    | ۱ | ۱ | ۴ | ۴    | ۱۰   | ۶-   | ۴      |                        |
| ۴    | گینه | ۶    | ۱ | ۰ | ۵ | ۶    | ۱۴   | ۸-   | ۳      |                        |

| تونس | جمهوری دموکراتیک کنگو | لیبی | گینه |
| ---- | --------------------- | ---- | ---- |
| —    | ۲–۱                   | ۰–۰  | ۲–۰  |
| ۲–۲  | —                     | ۴–۰  | ۳–۱  |
| ۰–۱  | ۱–۲                   | —    | ۱–۰  |
| ۱–۴  | ۱–۲                   | ۲–۳  | —    |

##### گروه B
| رتبه | تیم     | بازی | ب | م | ش | گ.ز. | گ.خ. | ت.گ. | امتیاز | دستاورد                |
| ---- | ------- | ---- | - | - | - | ---- | ---- | ---- | ------ | ---------------------- |
| ۱    | نیجریه  | ۶    | ۴ | ۲ | ۰ | ۱۲   | ۴    | ۸+   | ۱۴     | صعود به جام جهانی ۲۰۱۸ |
| ۲    | زامبیا  | ۶    | ۲ | ۲ | ۲ | ۸    | ۷    | ۱+   | ۸      |                        |
| ۳    | کامرون  | ۶    | ۱ | ۴ | ۱ | ۷    | ۹    | ۲-   | ۷      |                        |
| ۴    | الجزایر | ۶    | ۰ | ۲ | ۴ | ۴    | ۱۱   | ۷-   | ۲      |                        |

| نیجریه | زامبیا | کامرون | الجزایر |
| ------ | ------ | ------ | ------- |
| —      | ۱–۰    | ۴–۰    | ۳–۱     |
| ۱–۲    | —      | ۲–۲    | ۳–۱     |
| ۱–۱    | ۱–۱    | —      | ۲–۰     |
| ۱–۱    | ۰–۱    | ۱–۱    | —       |

##### گروه C
| رتبه | تیم      | بازی | ب | م | ش | گ.ز. | گ.خ. | ت.گ. | امتیاز | دستاورد                |
| ---- | -------- | ---- | - | - | - | ---- | ---- | ---- | ------ | ---------------------- |
| ۱    | مراکش    | ۶    | ۳ | ۳ | ۰ | ۱۱   | ۰    | ۱۱+  | ۱۲     | صعود به جام جهانی ۲۰۱۸ |
| ۲    | ساحل عاج | ۶    | ۲ | ۲ | ۲ | ۷    | ۵    | ۲+   | ۸      |                        |
| ۳    | گابن     | ۶    | ۱ | ۳ | ۲ | ۲    | ۷    | ۵-   | ۶      |                        |
| ۴    | مالی     | ۶    | ۰ | ۴ | ۲ | ۱    | ۹    | ۸-   | ۴      |                        |

| مراکش | ساحل عاج | گابن | مالی |
| ----- | -------- | ---- | ---- |
| —     | ۰–۰      | ۳–۰  | ۶–۰  |
| ۰–۲   | —        | ۱–۲  | ۳–۱  |
| ۰–۰   | ۰–۳      | —    | ۰–۰  |
| ۰–۰   | ۰–۰      | ۰–۰  | —    |

### کونکاکاف

#### جایگاه نهایی (مرحله پنجم)
| رتبه | تیم                 | بازی | ب | م | ش | گ.ز. | گ.خ. | ت.گ. | امتیاز | دستاورد                |
| ---- | ------------------- | ---- | - | - | - | ---- | ---- | ---- | ------ | ---------------------- |
| ۱    | مکزیک               | ۱۰   | ۶ | ۳ | ۱ | ۱۶   | ۷    | ۹+   | ۲۱     | صعود به جام جهانی ۲۰۱۸ |
| ۲    | کاستاریکا           | ۱۰   | ۴ | ۴ | ۲ | ۱۴   | ۸    | ۶+   | ۱۶     | صعود به جام جهانی ۲۰۱۸ |
| ۳    | پاناما              | ۱۰   | ۳ | ۴ | ۳ | ۹    | ۱۰   | ۱-   | ۱۳     | صعود به جام جهانی ۲۰۱۸ |
| ۴    | هندوراس             | ۱۰   | ۳ | ۴ | ۳ | ۱۳   | ۱۹   | ۶-   | ۱۳     | صعود به مرحله حذفی     |
| ۵    | ایالات متحده آمریکا | ۱۰   | ۳ | ۳ | ۴ | ۱۷   | ۱۳   | ۴+   | ۱۲     |                        |
| ۶    | ترینیداد و توباگو   | ۱۰   | ۲ | ۰ | ۸ | ۷    | ۱۹   | ۱۲-  | ۶      |                        |

| مکزیک | کاستاریکا | پاناما | هندوراس | ایالات متحده آمریکا | ترینیداد و توباگو |
| ----- | --------- | ------ | ------- | ------------------- | ----------------- |
| —     | ۲–۰       | ۱–۰    | ۳–۰     | ۱–۱                 | ۳–۱               |
| ۱–۱   | —         | ۰–۰    | ۱–۱     | ۴–۰                 | ۱–۲               |
| ۰–۰   | ۲–۱       | —      | ۲–۲     | ۱–۱                 | ۳–۰               |
| ۳–۲   | ۱–۱       | ۰–۱    | —       | ۱–۱                 | ۳–۱               |
| ۱–۲   | ۰–۲       | ۴–۰    | ۰–۶     | —                   | ۲–۰               |
| ۰–۱   | ۰–۲       | ۱–۰    | ۱–۲     | ۲–۱                 | —                 |

### کونمبول

#### جایگاه نهایی
| رتبه | تیم      | بازی | ب  | م | ش  | گ.ز. | گ.خ. | ت.گ. | امتیاز | دستاورد                        |
| ---- | -------- | ---- | -- | - | -- | ---- | ---- | ---- | ------ | ------------------------------ |
| ۱    | برزیل    | ۱۸   | ۱۲ | ۵ | ۱  | ۴۱   | ۱۱   | ۳۰+  | ۴۱     | صعود به جام جهانی ۲۰۱۸         |
| ۲    | اروگوئه  | ۱۸   | ۹  | ۴ | ۵  | ۳۲   | ۲۰   | ۱۲+  | ۳۱     | صعود به جام جهانی ۲۰۱۸         |
| ۳    | آرژانتین | ۱۸   | ۷  | ۷ | ۴  | ۱۹   | ۱۶   | ۳+   | ۲۸     | صعود به جام جهانی ۲۰۱۸         |
| ۴    | کلمبیا   | ۱۸   | ۷  | ۶ | ۵  | ۲۱   | ۱۹   | ۲+   | ۲۷     | صعود به جام جهانی ۲۰۱۸         |
| ۵    | پرو      | ۱۸   | ۷  | ۵ | ۶  | ۲۷   | ۲۶   | ۱+   | ۲۶     | صعود به پلی-آف بین کنفدراسیونی |
| ۶    | شیلی     | ۱۸   | ۸  | ۲ | ۸  | ۲۶   | ۲۷   | ۱-   | ۲۶     |                                |
| ۷    | پاراگوئه | ۱۸   | ۷  | ۳ | ۸  | ۱۹   | ۲۵   | ۶-   | ۲۴     |                                |
| ۸    | اکوادور  | ۱۸   | ۶  | ۲ | ۱۰ | ۲۶   | ۲۹   | ۳-   | ۲۰     |                                |
| ۹    | بولیوی   | ۱۸   | ۴  | ۲ | ۱۲ | ۱۶   | ۳۸   | ۲۲-  | ۱۴     |                                |
| ۱۰   | ونزوئلا  | ۱۸   | ۲  | ۶ | ۱۰ | ۱۹   | ۳۵   | ۱۶-  | ۱۲     |                                |

| برزیل | اروگوئه | آرژانتین | کلمبیا | پرو | شیلی | پاراگوئه | اکوادور | بولیوی | ونزوئلا |
| ----- | ------- | -------- | ------ | --- | ---- | -------- | ------- | ------ | ------- |
| —     | ۲–۲     | ۳–۰      | ۲–۱    | ۳–۰ | ۳–۰  | ۳–۰      | ۲–۰     | ۵–۰    | ۳–۱     |
| ۴–۱   | —       | ۰–۰      | ۳–۰    | ۱–۰ | ۰–۳  | ۴–۰      | ۲–۱     | ۴–۲    | ۳–۰     |
| ۱–۱   | ۱–۰     | —        | ۳–۰    | ۰–۰ | ۱–۰  | ۰–۱      | ۰–۲     | ۲–۰    | ۱–۱     |
| ۱–۱   | ۲–۲     | ۰–۱      | —      | ۲–۰ | ۰–۰  | ۱–۲      | ۳–۱     | ۱–۰    | ۲–۰     |
| ۰–۲   | ۲–۱     | ۲–۲      | ۱–۱    | —   | ۳–۴  | ۱–۰      | ۲–۱     | ۲–۱    | ۲–۲     |
| ۲–۰   | ۳–۱     | ۱–۲      | ۱–۱    | ۲–۱ | —    | ۰–۳      | ۲–۱     | ۳–۰    | ۱–۳     |
| ۲–۲   | ۱–۲     | ۰–۰      | ۰–۱    | ۱–۴ | ۲–۱  | —        | ۲–۱     | ۲–۱    | ۱–۰     |
| ۰–۳   | ۲–۱     | ۱–۳      | ۰–۲    | ۱–۲ | ۳–۰  | ۲–۲      | —       | ۲–۰    | ۰–۳     |
| ۰–۰   | ۰–۲     | ۲–۰      | ۲–۳    | ۰–۳ | ۱–۰  | ۱–۰      | ۲–۲     | —      | ۲–۴     |
| ۰–۲   | ۰–۰     | ۲–۲      | ۰–۰    | ۲–۲ | ۱–۴  | ۰–۱      | ۱–۳     | ۰–۵    | —       |

### اقیانوسیه

#### جایگاه نهایی

##### گروه A
|   | تیم            | بازی | ب | م | ش | گ.ز. | گ.خ. | ت.گ. | امتیاز | دستاورد               |
| - | -------------- | ---- | - | - | - | ---- | ---- | ---- | ------ | --------------------- |
| ۱ | نیوزیلند       | ۴    | ۳ | ۱ | ۰ | ۶    | ۰    | ۶+   | ۱۰     | صعود به مرحله انتخابی |
| ۲ | کالدونیای جدید | ۴    | ۱ | ۲ | ۱ | ۴    | ۵    | ۱-   | ۵      |                       |
| ۳ | فیجی           | ۴    | ۰ | ۱ | ۳ | ۳    | ۸    | ۵-   | ۱      |                       |

| نیوزیلند |     | فیجی |
| -------- | --- | ---- |
| —        | ۲–۰ | ۰–۲  |
| ۰–۰      | —   | ۱–۲  |
| ۰–۲      | ۲–۲ | —    |

##### گروه B
|   | تیم           | بازی | ب | م | ش | گ.ز. | گ.خ. | ت.گ. | امتیاز | دستاورد               |
| - | ------------- | ---- | - | - | - | ---- | ---- | ---- | ------ | --------------------- |
| ۱ | جزایر سلیمان  | ۴    | ۳ | ۱ | ۰ | ۶    | ۶    | ۰    | ۹      | صعود به مرحله انتخابی |
| ۲ | تاهیتی        | ۴    | ۲ | ۰ | ۲ | ۷    | ۴    | ۳+   | ۶      |                       |
| ۳ | پاپوآ گینهٔ نو | ۴    | ۱ | ۰ | ۳ | ۶    | ۹    | ۳-   | ۳      |                       |

| جزایر سلیمان | پلی‌نزی فرانسه | پاپوآ گینه نو |
| ------------ | ------------- | ------------- |
| —            | ۱–۰           | ۲–۳           |
| ۳–۰          | —             | ۲–۱           |
| ۱–۲          | ۳–۱           | —             |

##### مسابقه نهایی
| تیم ۱    | نتیجه نهایی | تیم ۲        | بازی رفت | بازی برگشت |
| -------- | ----------- | ------------ | -------- | ---------- |
| نیوزیلند | ۸–۳         | جزایر سلیمان | ۶–۱      | ۲–۲        |

### یوفا
مسابقات مقدماتی قاره اروپا با حضور ۵۴ تیم ملی برای انتخاب ۱۳ سهمیه برگزار شد. این رقابت‌ها در ۹ گروه شش تیمی برگزار شد. ۹ تیم اول گروه‌ها به‌طور مستقیم صعود کردند و از بین ۹ تیمی که دوم شدند، ۸ تیم برتر برای پلی-آف انتخاب شدند (با در نظر گرفتن مجموع امتیازات و در صورت تساوی امتیازات به ترتیب میزان تفاضل گل‌ها، گل‌های زده شده، امتیاز بازی جوانمردانه و در نهایت قرعه‌کشی). سپس این ۸ تیم به ۴ گروه تقسیم شدند و برندهٔ بازی‌های رفت و برگشت به جام جهانی صعود کرد.

#### مرحله اول
| \| رتبه \| تیم- ن - ب - و \| بازی \| امتیاز \| \| ---- \| -------------- \| ---- \| ------ \| \| ۱ \| فرانسه \| ۱۰ \| ۲۳ \| \| ۲ \| سوئد \| ۱۰ \| ۱۹ \| \| ۳ \| هلند \| ۱۰ \| ۱۹ \| \| ۴ \| بلغارستان \| ۱۰ \| ۱۳ \| \| ۵ \| لوکزامبورگ \| ۱۰ \| ۶ \| \| ۶ \| بلاروس \| ۱۰ \| ۵ \| |            |      |        |
| رتبه | تیم        | بازی | امتیاز |
| ۱ | فرانسه     | ۱۰   | ۲۳     |
| ۲ | سوئد       | ۱۰   | ۱۹     |
| ۳ | هلند       | ۱۰   | ۱۹     |
| ۴ | بلغارستان  | ۱۰   | ۱۳     |
| ۵ | لوکزامبورگ | ۱۰   | ۶      |
| ۶ | بلاروس     | ۱۰   | ۵      |

| رتبه | تیم        | بازی | امتیاز |
| ---- | ---------- | ---- | ------ |
| ۱    | فرانسه     | ۱۰   | ۲۳     |
| ۲    | سوئد       | ۱۰   | ۱۹     |
| ۳    | هلند       | ۱۰   | ۱۹     |
| ۴    | بلغارستان  | ۱۰   | ۱۳     |
| ۵    | لوکزامبورگ | ۱۰   | ۶      |
| ۶    | بلاروس     | ۱۰   | ۵      |

| \| رتبه \| تیم- ن - ب - و \| بازی \| امتیاز \| \| ---- \| -------------- \| ---- \| ------ \| \| ۱ \| پرتغال \| ۱۰ \| ۲۷ \| \| ۲ \| سوئیس \| ۱۰ \| ۲۷ \| \| ۳ \| مجارستان \| ۱۰ \| ۱۳ \| \| ۴ \| جزایر فارو \| ۱۰ \| ۹ \| \| ۵ \| لتونی \| ۱۰ \| ۷ \| \| ۶ \| آندورا \| ۱۰ \| ۴ \| |            |      |        |
| رتبه | تیم        | بازی | امتیاز |
| ۱ | پرتغال     | ۱۰   | ۲۷     |
| ۲ | سوئیس      | ۱۰   | ۲۷     |
| ۳ | مجارستان   | ۱۰   | ۱۳     |
| ۴ | جزایر فارو | ۱۰   | ۹      |
| ۵ | لتونی      | ۱۰   | ۷      |
| ۶ | آندورا     | ۱۰   | ۴      |

| رتبه | تیم        | بازی | امتیاز |
| ---- | ---------- | ---- | ------ |
| ۱    | پرتغال     | ۱۰   | ۲۷     |
| ۲    | سوئیس      | ۱۰   | ۲۷     |
| ۳    | مجارستان   | ۱۰   | ۱۳     |
| ۴    | جزایر فارو | ۱۰   | ۹      |
| ۵    | لتونی      | ۱۰   | ۷      |
| ۶    | آندورا     | ۱۰   | ۴      |

| \| رتبه \| تیم- ن - ب - و \| بازی \| امتیاز \| \| ---- \| -------------- \| ---- \| ------ \| \| ۱ \| آلمان \| ۱۰ \| ۳۰ \| \| ۲ \| ایرلند شمالی \| ۱۰ \| ۱۹ \| \| ۳ \| چک \| ۱۰ \| ۱۵ \| \| ۴ \| نروژ \| ۱۰ \| ۱۳ \| \| ۵ \| آذربایجان \| ۱۰ \| ۱۰ \| \| ۶ \| سان مارینو \| ۱۰ \| ۰ \| |              |      |        |
| رتبه | تیم          | بازی | امتیاز |
| ۱ | آلمان        | ۱۰   | ۳۰     |
| ۲ | ایرلند شمالی | ۱۰   | ۱۹     |
| ۳ | چک           | ۱۰   | ۱۵     |
| ۴ | نروژ         | ۱۰   | ۱۳     |
| ۵ | آذربایجان    | ۱۰   | ۱۰     |
| ۶ | سان مارینو   | ۱۰   | ۰      |

| رتبه | تیم          | بازی | امتیاز |
| ---- | ------------ | ---- | ------ |
| ۱    | آلمان        | ۱۰   | ۳۰     |
| ۲    | ایرلند شمالی | ۱۰   | ۱۹     |
| ۳    | چک           | ۱۰   | ۱۵     |
| ۴    | نروژ         | ۱۰   | ۱۳     |
| ۵    | آذربایجان    | ۱۰   | ۱۰     |
| ۶    | سان مارینو   | ۱۰   | ۰      |

| \| رتبه \| تیم- ن - ب - و \| بازی \| امتیاز \| \| ---- \| -------------- \| ---- \| ------ \| \| ۱ \| صربستان \| ۱۰ \| ۲۱ \| \| ۲ \| جمهوری ایرلند \| ۱۰ \| ۱۹ \| \| ۳ \| ولز \| ۱۰ \| ۱۷ \| \| ۴ \| اتریش \| ۱۰ \| ۱۵ \| \| ۵ \| گرجستان \| ۱۰ \| ۵ \| \| ۶ \| مولدووا \| ۱۰ \| ۲ \| |               |      |        |
| رتبه | تیم           | بازی | امتیاز |
| ۱ | صربستان       | ۱۰   | ۲۱     |
| ۲ | جمهوری ایرلند | ۱۰   | ۱۹     |
| ۳ | ولز           | ۱۰   | ۱۷     |
| ۴ | اتریش         | ۱۰   | ۱۵     |
| ۵ | گرجستان       | ۱۰   | ۵      |
| ۶ | مولدووا       | ۱۰   | ۲      |

| رتبه | تیم           | بازی | امتیاز |
| ---- | ------------- | ---- | ------ |
| ۱    | صربستان       | ۱۰   | ۲۱     |
| ۲    | جمهوری ایرلند | ۱۰   | ۱۹     |
| ۳    | ولز           | ۱۰   | ۱۷     |
| ۴    | اتریش         | ۱۰   | ۱۵     |
| ۵    | گرجستان       | ۱۰   | ۵      |
| ۶    | مولدووا       | ۱۰   | ۲      |

| \| رتبه \| تیم- ن - ب - و \| بازی \| امتیاز \| \| ---- \| -------------- \| ---- \| ------ \| \| ۱ \| لهستان \| ۱۰ \| ۲۵ \| \| ۲ \| دانمارک \| ۱۰ \| ۲۰ \| \| ۳ \| مونته‌نگرو \| ۱۰ \| ۱۶ \| \| ۴ \| رومانی \| ۱۰ \| ۱۳ \| \| ۵ \| ارمنستان \| ۱۰ \| ۷ \| \| ۶ \| قزاقستان \| ۱۰ \| ۳ \| |           |      |        |
| رتبه | تیم       | بازی | امتیاز |
| ۱ | لهستان    | ۱۰   | ۲۵     |
| ۲ | دانمارک   | ۱۰   | ۲۰     |
| ۳ | مونته‌نگرو | ۱۰   | ۱۶     |
| ۴ | رومانی    | ۱۰   | ۱۳     |
| ۵ | ارمنستان  | ۱۰   | ۷      |
| ۶ | قزاقستان  | ۱۰   | ۳      |

| رتبه | تیم       | بازی | امتیاز |
| ---- | --------- | ---- | ------ |
| ۱    | لهستان    | ۱۰   | ۲۵     |
| ۲    | دانمارک   | ۱۰   | ۲۰     |
| ۳    | مونته‌نگرو | ۱۰   | ۱۶     |
| ۴    | رومانی    | ۱۰   | ۱۳     |
| ۵    | ارمنستان  | ۱۰   | ۷      |
| ۶    | قزاقستان  | ۱۰   | ۳      |

| \| رتبه \| تیم- ن - ب - و \| بازی \| امتیاز \| \| ---- \| -------------- \| ---- \| ------ \| \| ۱ \| انگلستان \| ۱۰ \| ۲۶ \| \| ۲ \| اسلواکی \| ۱۰ \| ۱۸ \| \| ۳ \| اسکاتلند \| ۱۰ \| ۱۸ \| \| ۴ \| اسلوونی \| ۱۰ \| ۱۵ \| \| ۵ \| لیتوانی \| ۱۰ \| ۶ \| \| ۶ \| مالت \| ۱۰ \| ۱ \| |          |      |        |
| رتبه | تیم      | بازی | امتیاز |
| ۱ | انگلستان | ۱۰   | ۲۶     |
| ۲ | اسلواکی  | ۱۰   | ۱۸     |
| ۳ | اسکاتلند | ۱۰   | ۱۸     |
| ۴ | اسلوونی  | ۱۰   | ۱۵     |
| ۵ | لیتوانی  | ۱۰   | ۶      |
| ۶ | مالت     | ۱۰   | ۱      |

| رتبه | تیم      | بازی | امتیاز |
| ---- | -------- | ---- | ------ |
| ۱    | انگلستان | ۱۰   | ۲۶     |
| ۲    | اسلواکی  | ۱۰   | ۱۸     |
| ۳    | اسکاتلند | ۱۰   | ۱۸     |
| ۴    | اسلوونی  | ۱۰   | ۱۵     |
| ۵    | لیتوانی  | ۱۰   | ۶      |
| ۶    | مالت     | ۱۰   | ۱      |

| \| رتبه \| تیم- ن - ب - و \| بازی \| امتیاز \| \| ---- \| -------------- \| ---- \| ------ \| \| ۱ \| اسپانیا \| ۱۰ \| ۲۸ \| \| ۲ \| ایتالیا \| ۱۰ \| ۲۳ \| \| ۳ \| آلبانی \| ۱۰ \| ۱۳ \| \| ۴ \| اسرائیل \| ۱۰ \| ۱۲ \| \| ۵ \| مقدونیه شمالی \| ۱۰ \| ۱۱ \| \| ۶ \| لیختن‌اشتاین \| ۱۰ \| ۰ \| |               |      |        |
| رتبه | تیم           | بازی | امتیاز |
| ۱ | اسپانیا       | ۱۰   | ۲۸     |
| ۲ | ایتالیا       | ۱۰   | ۲۳     |
| ۳ | آلبانی        | ۱۰   | ۱۳     |
| ۴ | اسرائیل       | ۱۰   | ۱۲     |
| ۵ | مقدونیه شمالی | ۱۰   | ۱۱     |
| ۶ | لیختن‌اشتاین   | ۱۰   | ۰      |

| رتبه | تیم           | بازی | امتیاز |
| ---- | ------------- | ---- | ------ |
| ۱    | اسپانیا       | ۱۰   | ۲۸     |
| ۲    | ایتالیا       | ۱۰   | ۲۳     |
| ۳    | آلبانی        | ۱۰   | ۱۳     |
| ۴    | اسرائیل       | ۱۰   | ۱۲     |
| ۵    | مقدونیه شمالی | ۱۰   | ۱۱     |
| ۶    | لیختن‌اشتاین   | ۱۰   | ۰      |

| \| رتبه \| تیم- ن - ب - و \| بازی \| امتیاز \| \| ---- \| --------------- \| ---- \| ------ \| \| ۱ \| بلژیک \| ۱۰ \| ۲۸ \| \| ۲ \| یونان \| ۱۰ \| ۱۹ \| \| ۳ \| بوسنی و هرزگوین \| ۱۰ \| ۱۷ \| \| ۴ \| استونی \| ۱۰ \| ۱۱ \| \| ۵ \| قبرس \| ۱۰ \| ۱۰ \| \| ۶ \| جبل طارق \| ۱۰ \| ۰ \| |                 |      |        |
| رتبه | تیم             | بازی | امتیاز |
| ۱ | بلژیک           | ۱۰   | ۲۸     |
| ۲ | یونان           | ۱۰   | ۱۹     |
| ۳ | بوسنی و هرزگوین | ۱۰   | ۱۷     |
| ۴ | استونی          | ۱۰   | ۱۱     |
| ۵ | قبرس            | ۱۰   | ۱۰     |
| ۶ | جبل طارق        | ۱۰   | ۰      |

| رتبه | تیم             | بازی | امتیاز |
| ---- | --------------- | ---- | ------ |
| ۱    | بلژیک           | ۱۰   | ۲۸     |
| ۲    | یونان           | ۱۰   | ۱۹     |
| ۳    | بوسنی و هرزگوین | ۱۰   | ۱۷     |
| ۴    | استونی          | ۱۰   | ۱۱     |
| ۵    | قبرس            | ۱۰   | ۱۰     |
| ۶    | جبل طارق        | ۱۰   | ۰      |

| \| رتبه \| تیم- ن - ب - و \| بازی \| امتیاز \| \| ---- \| -------------- \| ---- \| ------ \| \| ۱ \| ایسلند \| ۱۰ \| ۲۲ \| \| ۲ \| کرواسی \| ۱۰ \| ۲۰ \| \| ۳ \| اوکراین \| ۱۰ \| ۱۷ \| \| ۴ \| ترکیه \| ۱۰ \| ۱۵ \| \| ۵ \| فنلاند \| ۱۰ \| ۹ \| \| ۶ \| کوزوو \| ۱۰ \| ۱ \| |         |      |        |
| رتبه | تیم     | بازی | امتیاز |
| ۱ | ایسلند  | ۱۰   | ۲۲     |
| ۲ | کرواسی  | ۱۰   | ۲۰     |
| ۳ | اوکراین | ۱۰   | ۱۷     |
| ۴ | ترکیه   | ۱۰   | ۱۵     |
| ۵ | فنلاند  | ۱۰   | ۹      |
| ۶ | کوزوو   | ۱۰   | ۱      |

| رتبه | تیم     | بازی | امتیاز |
| ---- | ------- | ---- | ------ |
| ۱    | ایسلند  | ۱۰   | ۲۲     |
| ۲    | کرواسی  | ۱۰   | ۲۰     |
| ۳    | اوکراین | ۱۰   | ۱۷     |
| ۴    | ترکیه   | ۱۰   | ۱۵     |
| ۵    | فنلاند  | ۱۰   | ۹      |
| ۶    | کوزوو   | ۱۰   | ۱      |

##### جدول تیم‌های دوم
در تشکیل این رتبه‌بندی، مسابقات این تیم‌ها با تیم ششم گروه خود محاسبه نخواهد شد.
| رتبه | گروه | تیم           | بازی | ب | م | ش | گ‌ز | گ‌خ | ت‌گ  | امتیاز | دستاورد           |
| ---- | ---- | ------------- | ---- | - | - | - | -- | -- | --- | ------ | ----------------- |
| ۱    | B    | سوئیس         | ۸    | ۷ | ۰ | ۱ | ۱۸ | ۶  | ۱۲+ | ۲۱     | صعود به مرحله دوم |
| ۲    | G    | ایتالیا       | ۸    | ۵ | ۲ | ۱ | ۱۲ | ۸  | ۴+  | ۱۷     | صعود به مرحله دوم |
| ۳    | E    | دانمارک       | ۸    | ۴ | ۲ | ۲ | ۱۳ | ۶  | ۷+  | ۱۴     | صعود به مرحله دوم |
| ۴    | I    | کرواسی        | ۸    | ۴ | ۲ | ۲ | ۸  | ۴  | ۴+  | ۱۴     | صعود به مرحله دوم |
| ۵    | A    | سوئد          | ۸    | ۴ | ۱ | ۳ | ۱۸ | ۹  | ۹+  | ۱۳     | صعود به مرحله دوم |
| ۶    | C    | ایرلند شمالی  | ۸    | ۴ | ۱ | ۳ | ۱۰ | ۶  | ۴+  | ۱۳     | صعود به مرحله دوم |
| ۷    | H    | یونان         | ۸    | ۳ | ۱ | ۴ | ۹  | ۵  | ۴+  | ۱۳     | صعود به مرحله دوم |
| ۸    | D    | جمهوری ایرلند | ۸    | ۳ | ۴ | ۱ | ۷  | ۵  | ۲+  | ۱۳     | صعود به مرحله دوم |
| ۹    | F    | اسلواکی       | ۸    | ۴ | ۰ | ۴ | ۱۱ | ۶  | ۵+  | ۱۲     |                   |

منبع: FIFA بایگانی‌شده  در ۲۰ نوامبر ۲۰۰۷ توسط Wayback Machine

قوانین رتبه‌بندی: فقط رقابت با تیم‌های نخست تا پنجم برای تیم‌ها محاسبه می‌شود، ۱) امتیاز، ۲) تفاضل گل، ۳) گل زده، ۴) امتیاز جوانمردانگی، ۵) قرعه‌کشی.

#### مرحله دوم
قرعه‌کشی مسابقات پلی-آف یا مرحله دوم یوفا در تاریخ ۱۷ اکتبر ۲۰۱۷ در شهر زوریخ در سوییس، برگزار شد. برنده هر مسابقه در مجموع، به جام جهانی صعود خواهد کرد.
| تیم ۱        | نتیجه نهایی | تیم ۲         | بازی رفت | بازی برگشت |
| ------------ | ----------- | ------------- | -------- | ---------- |
| ایرلند شمالی | ۰–۱         | سوئیس         | ۰–۱      | ۰–۰        |
| کرواسی       | ۴–۱         | یونان         | ۴–۱      | ۰–۰        |
| دانمارک      | ۵–۱         | جمهوری ایرلند | ۰–۰      | ۵–۱        |
| سوئد         | ۱–۰         | ایتالیا       | ۱–۰      | ۰–۰        |

## مسابقات پلی-آف بین کنفدراسیونی

### کونکاکاف مقابل ای‌اف‌سی
| تیم ۱   | نتیجه نهایی | تیم ۲    | بازی رفت | بازی برگشت |
| ------- | ----------- | -------- | -------- | ---------- |
| هندوراس | ۱–۳         | استرالیا | ۰–۰      | ۱–۳        |

### اقیانوسیه مقابل کونمبول
| تیم ۱    | نتیجه نهایی | تیم ۲ | بازی رفت | بازی برگشت |
| -------- | ----------- | ----- | -------- | ---------- |
| نیوزیلند | ۰–۲         | پرو   | ۰–۰      | ۰–۲        |

## گلزنان برتر
به‌روزرسانی در ۱۰ اکتبر ۲۰۱۷
۱۶ گل
- روبرت لواندوفسکی
- محمد السهلاوی
- احمد خلیل

۱۵ گل
- کریستیانو رونالدو

۱۱ گل
- تیم کیهیل
- روملو لوکاکو
- سردار آزمون

۱۰ گل
- عمر خربین
- ادینسون کاوانی

۹ گل
- کارلوس رویس
- آندره سیلوا
- حسن الهیدوس
- علی مبخوت

۸ گل
- یانگ شو
- کریستین اریکسن
- مهدی طارمی
- کریس وود
- مارکوس بری
- جوزی التیدور